# Ekaterina Goltseva
Ekaterina Goltseva est une joueuse d'échecs russe née le 10 décembre 2002. Elle a le titre de maître international féminin depuis 2020.
Au 1er juillet 2024, elle est la sixième joueuse russe et la 89e joueuse mondiale avec un classement Elo de 2 356 points.

## Biographie et carrière
Championne d'Europe des moins de 12 ans en 2014 à Batoumi avec 8 points sur 9, Goltseva remporta la médaille d'argent lors du championnat d'Europe des moins de 8 ans en 2010 et la médaille d'argent au championnat d'Europe des moins de 12 ans en 2013.
En 2022, elle finit deuxième de la ligue supérieure russe féminine avec 6,5 points sur 9. En septembre 2022, elle finit 4e-6e ex æquo de la superfinale du championnat de Russie d'échecs féminin avec 5,5 points sur 11.
En juillet 2023, elle finit 1re-4e ex æquo et première au départage de la ligue supérieure russe féminine avec 6,5 points sur 9. En octobre 2023, elle finit septième de la superfinale du championnt russe féminin.